# José Luis Rodrigo
José Luis Rodrigo Velasco (Madrid, España, 8 de julio de 1968) es un exfutbolista español que se desempeñaba como centrocampista.

## Clubes
| Club           | País   | Año       |
| -------------- | ------ | --------- |
| Rayo Vallecano | España | 1988-1993 |
| Hércules C. F. | España | 1993-1994 |
| Elche C. F.    | España | 1994-2000 |